# Gabinete Xhaferi
El gobierno Xhaferi (en macedonio: Влада на Македонија од 2024) es el gobierno de la República de Macedonia del Norte desde 28 de enero de 2024, bajo el 10 legislatura de la Asamblea.
Está dirigido por Talat Xhaferi parte de la Unión Democrática para la Integración (DUI), sucesor de Dimitar Kovačevski tras su dimisión, y se basa en una coalición de cuatro partidos. Sucede al gobierno Kovačevski y debe gobernar el país hasta las elecciones legislativas que se llevaran a cabo el 8 de mayo de 2024.

## Historial de mandatos
Este gobierno está dirigido por el nuevo Primer Ministro Talat Xhaferi. Está constituido y apoyado por una coalición entre la Unión Socialdemócrata de Macedonia (SDSM), la Unión Democrática para la Integración (BDI/DUI), Alternativa (A) y el Partido Liberal Democrático (PLD). Juntos tienen 64 escaños en la Asamblea.
Se formó tras la dimisión de Dimitar Kovačevski, en el poder desde 2022, y por tanto sucede al gobierno Kovačevski.
Formación
El 28 de enero de 2024, Talat Xhaferi se convirtió en presidente del Gobierno de Macedonia del Norte, siendo el primer miembro de la minoría albanesa del país en ocupar este cargo. Fue elegido por la Asamblea con 65 votos a favor, 3 en contra y ninguna abstención. Xhaferi encabeza un gobierno técnico que dirigirá durante cien días, hasta las elecciones legislativas del 8 de mayo, conforme lo requiere la ley.
A pesar de tener dos ministros, la Organización Revolucionaria de Macedonia Interior – Partido Democrático para la Unidad Nacional de Macedonia (VMRO-DPMNE) se opuso a la candidatura de Xhaferi absteniéndose en la votación de investidura y presentó su propio candidato.

## Gabinete Ministerial
Unión Socialdemócrata de Macedonia     Organización Revolucionaria Interna de Macedonia - Partido Democrático para la Unidad Nacional Macedonia
     Unión Democrática para la Integración
     Alianza por los Albaneses
     Partido Liberal Democrático     Independientes

### Presidente del Gobierno de la República de Macedonia del Norte
| Fotografía | Presidente    | Período             | Período             | Partido | Partido |
| Fotografía | Presidente    | Inicio              | Fin                 | Partido | Partido |
| ---------- | ------------- | ------------------- | ------------------- | ------- | ------- |
|            | Talat Xhaferi | 28 de enero de 2024 | 23 de junio de 2024 |         | DUI     |

### Vicepresidentes del Gobierno de la República de Macedonia del Norte
| Fotografía | Vicepresidente   | Período              | Período             | Partido | Partido |
| Fotografía | Vicepresidente   | Inicio               | Fin                 | Partido | Partido |
| ---------- | ---------------- | -------------------- | ------------------- | ------- | ------- |
|            | Artan Grubi      | 30 de agosto de 2020 | 23 de junio de 2024 |         | DUI     |
|            | Slavica Grkovska | 16 de enero de 2022  | 23 de junio de 2024 |         |         |
|            | Fatmir Bitiki    | 30 de agosto de 2020 | 23 de junio de 2024 |         |         |
|            | Bojan Maričiḱ    | 16 de enero de 2022  | 23 de junio de 2024 |         |         |

### Ministerios
| Ministerio                                      | Fotografía | Titular                         | Período               | Período             | Partido | Partido    |
| Ministerio                                      | Fotografía | Titular                         | Inicio                | Fin                 | Partido | Partido    |
| ----------------------------------------------- | ---------- | ------------------------------- | --------------------- | ------------------- | ------- | ---------- |
| Agricultura, Silvicultura y Gestión del Agua    |            | Ljupčo Nikolovski               | 16 de enero de 2022   | 23 de junio de 2024 |         |            |
| Cultura                                         |            | Bisera Kostadinovska Stojčevska | 16 de enero de 2022   | 23 de junio de 2024 |         |            |
| Defensa                                         |            | Slavjanka Petrovska             | 15 de julio de 2022   | 23 de junio de 2024 |         |            |
| Economía                                        |            | Krešnik Bekteši                 | 1 de junio de 2017    | 23 de junio de 2024 |         | DUI        |
| Educación y Ciencia                             |            | Jeton Shaqiri                   | 16 de enero de 2022   | 23 de junio de 2024 |         | DUI        |
| Finanzas                                        |            | Fatmir Besimi                   | 31 de agosto de 2020  | 23 de junio de 2024 |         | DUI        |
| Gobierno Local                                  |            | Risto Penov                     | 28 de octubre de 2022 | 23 de junio de 2024 |         | LDP        |
| Interior                                        |            | Panče Toškovski                 | 28 de enero de 2024   | 23 de junio de 2024 |         | VMRO DPMNE |
| Justicia                                        |            | Krenar Loga                     | 28 de febrero de 2023 | 23 de junio de 2024 |         | Ind        |
| Medio Ambiente y Ordenación del Territorio      |            | Kaya Shutová                    | 27 de febrero de 2023 | 23 de junio de 2024 |         |            |
| Relaciones Exteriores                           |            | Bujar Osmani                    | 30 de agosto de 2020  | 23 de junio de 2024 |         | DUI        |
| Sistema Político y Relaciones Intercomunitarias |            | Artan Grubi                     | 30 de agosto de 2020  | 23 de junio de 2024 |         | DUI        |
| Salud                                           |            | Fatmir Mexhiti                  | 28 de febrero de 2023 | 23 de junio de 2024 |         | AA         |
| Sociedad de la Información y Administración     |            | Azir Aliu                       | 28 de febrero de 2023 | 23 de junio de 2024 |         | AA         |
| Trabajo y Política Social                       |            | Gjoko Velkovski                 | 28 de enero de 2024   | 23 de junio de 2024 |         | VMRO DPMNE |
| Transportes y Comunicaciones                    |            | Blagoj Bočvarski                | 31 de agosto de 2020  | 23 de junio de 2024 |         |            |

### Viceministerios Adjuntos
| Organismo                                    | Fotografía | Titular            | Período             | Período             | Partido | Partido    |
| Organismo                                    | Fotografía | Titular            | Inicio              | Fin                 | Partido | Partido    |
| -------------------------------------------- | ---------- | ------------------ | ------------------- | ------------------- | ------- | ---------- |
| Agricultura, Silvicultura y Gestión del Agua |            | Cvetan Tripunovski | 28 de enero de 2024 | 23 de junio de 2024 |         | VMRO DPMNE |
| Interior                                     |            | Mitko Bojmacaliev  | 28 de enero de 2024 | 23 de junio de 2024 |         |            |
| Finanzas                                     |            | Elena Petrova      | 28 de enero de 2024 | 23 de junio de 2024 |         | VMRO DPMNE |
| Sociedad de la Información y Administración  |            | Stefan Andonovski  | 28 de enero de 2024 | 23 de junio de 2024 |         | VMRO DPMNE |
| Trabajo y Política Social                    |            | Jovana Trenchevska | 28 de enero de 2024 | 23 de junio de 2024 |         |            |

### Delegados de Estado
| Organismo                                                                        | Fotografía | Titular          | Período              | Período             | Partido | Partido |
| Organismo                                                                        | Fotografía | Titular          | Inicio               | Fin                 | Partido | Partido |
| -------------------------------------------------------------------------------- | ---------- | ---------------- | -------------------- | ------------------- | ------- | ------- |
| Asuntos Económicos, Coordinación Económica e Inversiones                         |            | Fatmir Bitiki    | 30 de agosto de 2020 | 23 de junio de 2024 |         |         |
| Asuntos Europeos                                                                 |            | Bojan Maričiḱ    | 16 de enero de 2022  | 23 de junio de 2024 |         |         |
| Lucha contra la Corrupción y el Delito, Desarrollo Sostenible y Recursos Humanos |            | Slavica Grkovska | 16 de enero de 2022  | 23 de junio de 2024 |         |         |